# 九襄镇
九襄镇，是中华人民共和国四川省雅安市汉源县下辖的一个乡镇级行政单位。2019年12月，撤销大田乡和双溪乡，将其所属行政区域划归九襄镇管辖。

## 行政区划
九襄镇下辖以下地区：
九龙桥社区、梨城路社区、民主村、满堰村、大木村、周家村、刘家村、清泉村、梨坪村、河西村、堰坪村、枣林村、百挑村、后山村、凉山村、红光村、三强村、幸福村、梨花村、大庄村、堰沟村和上堰村。